# Revillarruz
Revillarruz è un comune spagnolo di 482 abitanti situato nella comunità autonoma di Castiglia e León.